# Helicogloea vestita
Helicogloea vestita är en svampart som först beskrevs av Bourdot & Galzin, och fick sitt nu gällande namn av P. Roberts 1997. Helicogloea vestita ingår i släktet Helicogloea och familjen Phleogenaceae.   Inga underarter finns listade i Catalogue of Life.